# 鴨肉

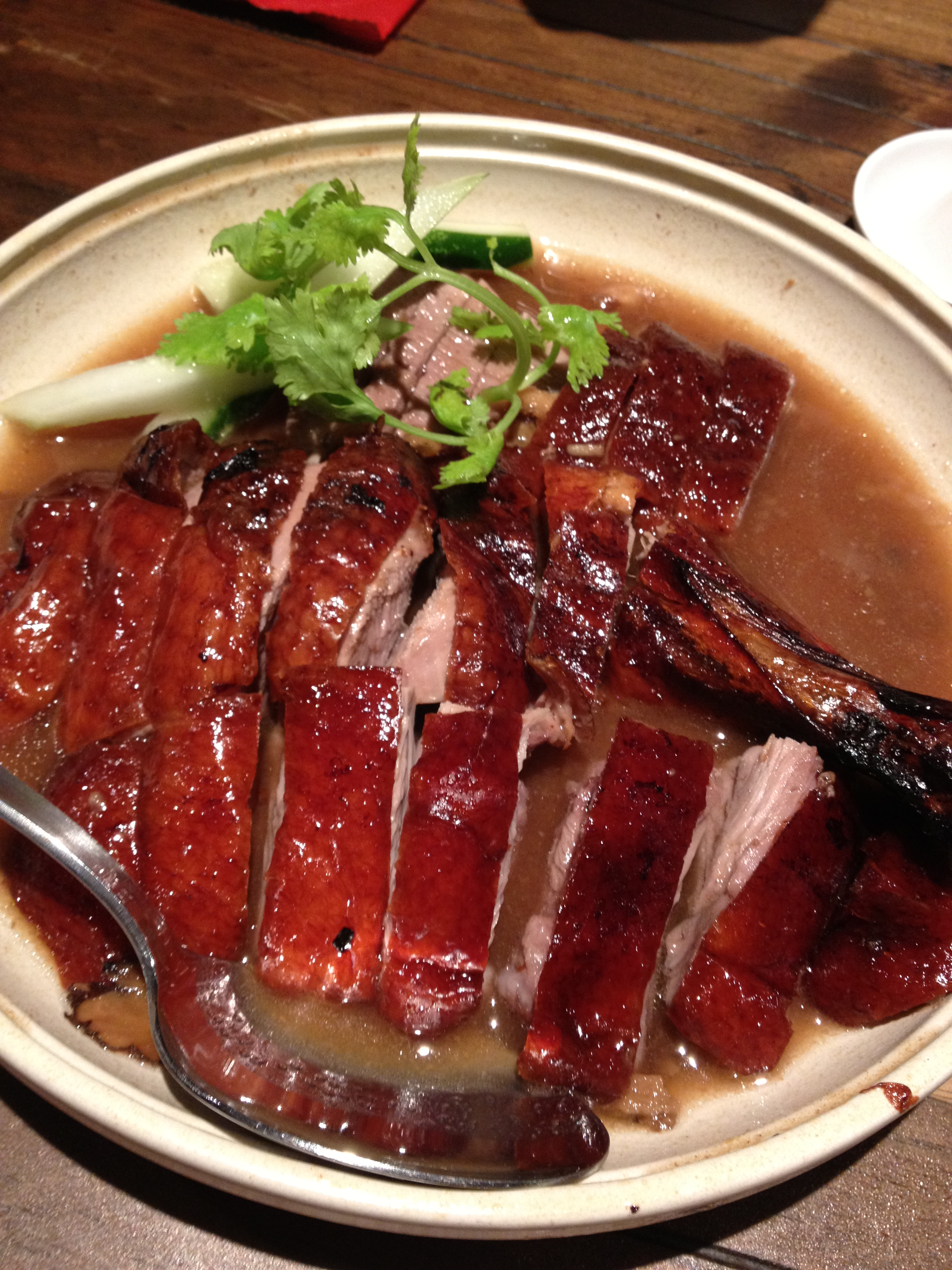
當歸烤鸭

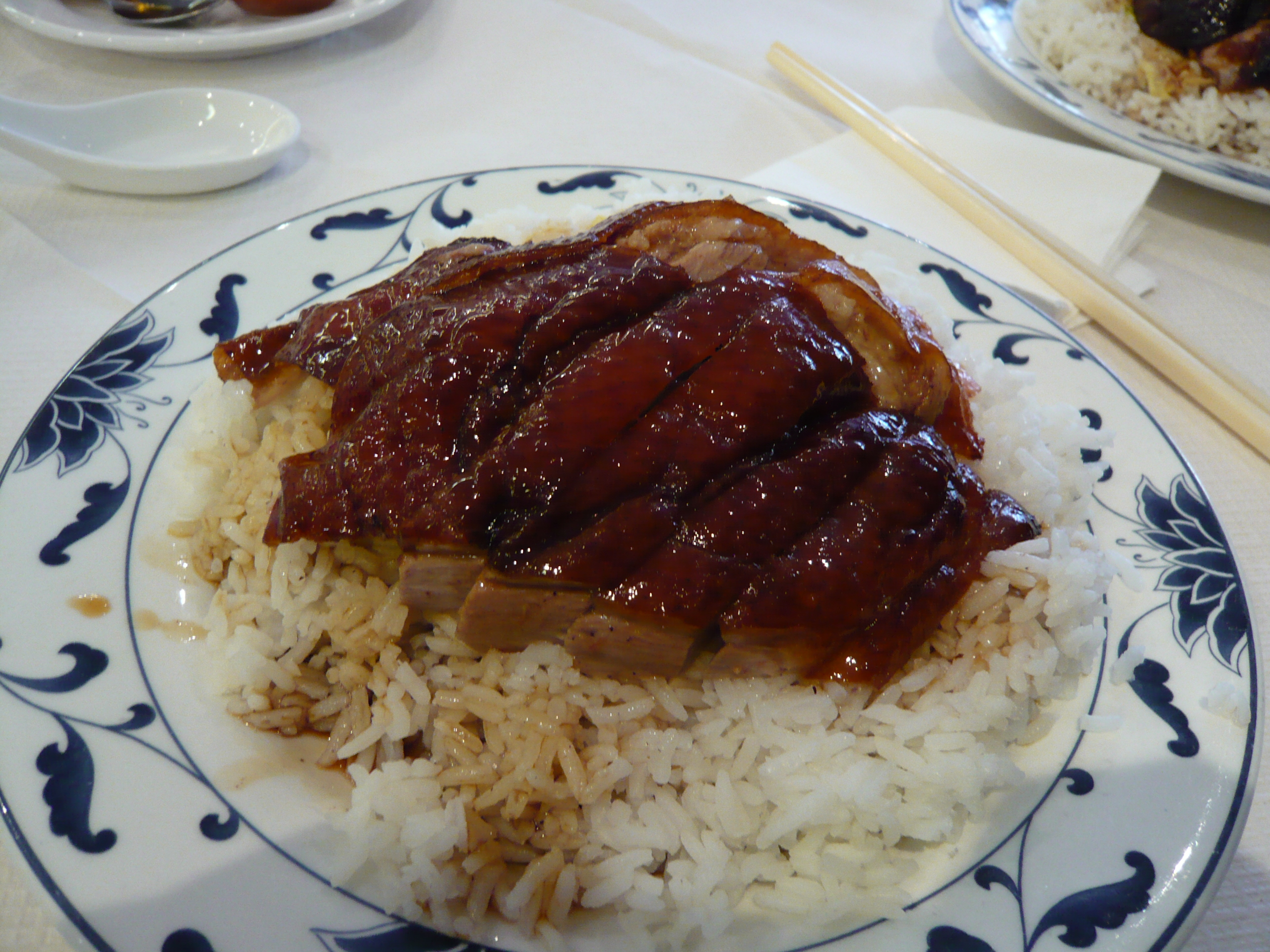
廣式燒鴨飯

鴨肉，是從鴨身上取得的肉，為全世界普遍的肉品之一。鴨子是僅次於雞、世界上第二常被屠宰取肉的水生動物，在2013年，全球有超過二十八億隻鴨被屠宰取肉。在烹飪和美食中，鴨肉或小鴨是鴨科中幾種鳥類的肉，存在於淡水和鹽水中。 鴨在世界各地的許多美食中都可以食用。 它是富含鐵的高脂肪，高蛋白肉。 小鴨名義上來自幼小動物，但可能只是菜單名稱。

## 營養價值
《本草綱目》：「鸭肉主大补虚劳，最消毒热，利小便，除水肿，消胀满，利脏腑，退疮肿，定惊痫。」中醫認為，鴨肉有養胃、補腎的功效，能清熱、消腫，尤其適合體內熱氣引起，有大便乾結、水腫症狀者食用。

## 常見鴨肉種類
- 家鴨
- 北京鴨
- 綠頭鴨
- 疣鼻棲鴨，在古文獻中被稱為「麝番鴨」，為薑母鴨、紅面鴨等料理所用之鴨種。
- 土番鴨

## 料理
- 燒鴨
- 薑母鴨
- 當歸鴨
- 北京烤鴨
- 濟南烤鴨
- 無為板鴨
- 南京板鴨
- 琵琶鴨
- 盐水鴨
- 啤酒鴨
- 陳皮鴨
- 油封鴨
- 橙汁鴨肉（Duck à l'orange）
- 香煎鴨胸、切鴨胸

## 外部連結
- （英文）Domestic duck types
- （英文）Domestic duck nutrition values （页面存档备份，存于）
- "鴨肉" - 搜索 Google 圖書